# Discografia de Jota Quest
A banda mineira Jota Quest compreende nove álbuns de estúdio, seis álbuns ao vivo, três EPs, cinco coletâneas, sete DVDs em sua discografia, além de uma demo, um álbum ao vivo não oficial e de diversas aparições em outros álbuns.
A banda nasceu com o nome J. Quest, por inspiração do desenho animado Jonny Quest, mas para não serem processados pela Hanna-Barbera, o grupo teve de mudar o nome para Jota Quest no final da década de 1990. Existe também uma versão que diz que a alteração foi feita por Tim Maia, que se referia à banda como Jota Quest. A banda também encontrou inspiração na banda de acid jazz Jamiroquai.
Foi por gostar de acid jazz e black music que o baixista PJ e o baterista Paulinho Fonseca resolveram formar uma banda. Em seguida, o guitarrista Marco Túlio Lara e o tecladista Márcio Buzelin juntaram-se ao grupo. Rogério Flausino começou sua atuação no conjunto após ser escolhido num teste com mais de dezoito candidatos.

## Álbuns

### Demos
| Ano  | Álbum    | Detalhes                                                                   | Vendas    |
| ---- | -------- | -------------------------------------------------------------------------- | --------- |
| 1995 | J. Quest | - Lançamento: 12 de agosto de 1995 - Gravadora: Independente - Formato: CD | - : 1.000 |

### Álbuns de estúdio
| Ano  | Álbum                    | Detalhes                                                                                         | Vendas      | Certificações     |
| ---- | ------------------------ | ------------------------------------------------------------------------------------------------ | ----------- | ----------------- |
| 1996 | Jota Quest               | - Lançamento: 5 de setembro de 1996 - Gravadora: Sony Music - Formato: CD, K7, download digital  | - : 120.000 | - PMB: Ouro       |
| 1998 | De Volta ao Planeta      | - Lançamento: 6 de janeiro de 1998 - Gravadora: Sony Music - Formato: CD, download digital       | - : 800.000 | - PMB: 2× Platina |
| 2000 | Oxigênio                 | - Lançamento: 7 de julho de 2000 - Gravadora: Sony Music - Formato: CD, download digital         | - : 400.000 | - PMB: Platina    |
| 2002 | Discotecagem Pop Variada | - Lançamento: 15 de junho de 2002 - Gravadora: Sony Music - Formato: CD, download digital        | - : 400.000 | - PMB: Ouro       |
| 2005 | Até Onde Vai             | - Lançamento: 16 de setembro de 2005 - Gravadora: Sony Music - Formato: CD, download digital     | - : 150.000 | - PMB: Platina    |
| 2008 | La Plata                 | - Lançamento: 26 de outubro de 2008 - Gravadora: Sony Music - Formato: CD, download digital      | - : 80.000  | - PMB: Ouro       |
| 2013 | Funky Funky Boom Boom    | - Lançamento: 5 de novembro de 2013 - Gravadora: Sony Music - Formato: CD, LP, download digital  | - : 50.000  | - PMB: Ouro       |
| 2015 | Pancadélico              | - Lançamento: 20 de novembro de 2015 - Gravadora: Sony Music - Formato: CD, LP, download digital |             |                   |
| 2024 | De Volta ao Novo         | - Lançamento: 29 de agosto de 2024 - Gravadora: Sony Music - Formato: Download digital           |             |                   |

### Álbuns ao vivo
| Ano  | Álbum                                        | Detalhes                                                                                          | Certificações     |
| ---- | -------------------------------------------- | ------------------------------------------------------------------------------------------------- | ----------------- |
| 2003 | MTV ao Vivo: Jota Quest                      | - Lançamento: 15 de setembro de 2003 - Gravadora: Sony Music - Formato: CD, DVD, download digital | - PMB: 2× Platina |
| 2006 | Até Onde Vai - Ao Vivo em Porto Alegre       | - Lançamento: 2006 - Gravadora: Sony Music - Formato: DVD, download digital                       |                   |
| 2012 | Multishow ao Vivo: Jota Quest - Folia & Caos | - Lançamento: 7 de maio de 2012 - Gravadora: Sony Music - Formato: CD, DVD, download digital      |                   |
| 2012 | Rock in Rio: Jota Quest                      | - Lançamento: 9 de julho de 2012 - Gravadora: Sony Music - Formato: CD, DVD, download digital     |                   |
| 2017 | Acústico Jota Quest                          | - Lançamento: 22 de setembro de 2017 - Gravadora: Sony Music - Formato: CD, DVD, download digital | - PMB: Ouro       |
| 2023 | Jota25 - De Volta ao Novo                    | - Lançamento: a definir - Gravadora: Sony Music - Formato: Download digital                       |                   |

### EPs
| Álbum                      | Detalhes                                                                            |
| -------------------------- | ----------------------------------------------------------------------------------- |
| #SML                       | - Lançamento: 30 de dezembro de 2016 - Formatos: Download digital - Gravadora: Sony |
| Collab                     | - Lançamento: 7 de fevereiro de 2018 - Formatos: Download digital - Gravadora: Sony |
| Saideira Acústico Sessions | - Lançamento: 10 de maio de 2019 - Formatos: Download digital - Gravadora: Sony     |

### Coletâneas
| Álbum                         | Detalhes                                                                                      |
| ----------------------------- | --------------------------------------------------------------------------------------------- |
| DVD Clipes                    | - Lançamento: 7 de abril de 2004 - Formatos: DVD - Gravadora: Sony Music                      |
| O Melhor de Jota Quest        | - Lançamento: 30 de maio de 2004 - Formatos: CD - Gravadora: Sony Music                       |
| Días Mejores                  | - Lançamento: 26 de outubro de 2010 - Formatos: CD, download digital - Gravadora: Sony Music  |
| Quinze                        | - Lançamento: 29 de abril de 2011 - Formatos: CD, download digital - Gravadora: Sony Music    |
| Mega Hits: Jota Quest         | - Lançamento: 13 de março de 2013 - Formatos: CD, download digital - Gravadora: Sony Music    |
| Seleção Essencial: Jota Quest | - Lançamento: 12 de novembro de 2013 - Formatos: CD, download digital - Gravadora: Sony Music |

### Bootlegs
| Álbum                                        | Detalhes                                                                                       | Vendas | Certificações |
| -------------------------------------------- | ---------------------------------------------------------------------------------------------- | ------ | ------------- |
| Rio de Janeiro, 28/01/2005 (edição limitada) | - Lançamento: 27 de abril de 2005 - Gravadora: Sony Music - Formato: CD, DVD, download digital |        |               |

## Singles

### Como artista principal
| "As Dores do Mundo"                                                             | 1996 | Tabela musical oficial criada apenas em 2009 | Tabela musical oficial criada apenas em 2009 |                 | Jota Quest                      |
| "Encontrar Alguém"                                                              | 1997 | Tabela musical oficial criada apenas em 2009 | Tabela musical oficial criada apenas em 2009 |                 | Jota Quest                      |
| "Onibusfobia"                                                                   | 1997 | Tabela musical oficial criada apenas em 2009 | Tabela musical oficial criada apenas em 2009 |                 | Jota Quest                      |
| "My Brother"                                                                    | 1997 | Tabela musical oficial criada apenas em 2009 | Tabela musical oficial criada apenas em 2009 |                 | Jota Quest                      |
| "Fácil"                                                                         | 1998 | Tabela musical oficial criada apenas em 2009 | Tabela musical oficial criada apenas em 2009 |                 | De Volta ao Planeta             |
| "Sempre Assim"                                                                  | 1998 | Tabela musical oficial criada apenas em 2009 | Tabela musical oficial criada apenas em 2009 |                 | De Volta ao Planeta             |
| "De Volta ao Planeta"                                                           | 1998 | Tabela musical oficial criada apenas em 2009 | Tabela musical oficial criada apenas em 2009 | - PMB: Diamante | De Volta ao Planeta             |
| "O Vento"                                                                       | 1999 | Tabela musical oficial criada apenas em 2009 | Tabela musical oficial criada apenas em 2009 |                 | De Volta ao Planeta             |
| "Oxigênio"                                                                      | 2000 | Tabela musical oficial criada apenas em 2009 | Tabela musical oficial criada apenas em 2009 |                 | Oxigênio                        |
| "Tele-fome"                                                                     | 2000 | Tabela musical oficial criada apenas em 2009 | Tabela musical oficial criada apenas em 2009 |                 | Oxigênio                        |
| "Dias Melhores"                                                                 | 2001 | Tabela musical oficial criada apenas em 2009 | Tabela musical oficial criada apenas em 2009 | - PMB: Diamante | Oxigênio                        |
| "Desses Tantos Modos" (part. Milton Nascimento)                                 | 2001 | Tabela musical oficial criada apenas em 2009 | Tabela musical oficial criada apenas em 2009 |                 | Oxigênio                        |
| "O Que Eu Também Não Entendo"                                                   | 2001 | Tabela musical oficial criada apenas em 2009 | Tabela musical oficial criada apenas em 2009 |                 | Oxigênio                        |
| "Na Moral"                                                                      | 2002 | Tabela musical oficial criada apenas em 2009 | Tabela musical oficial criada apenas em 2009 |                 | Discotecagem Pop Variada        |
| "Só Hoje"                                                                       | 2002 | Tabela musical oficial criada apenas em 2009 | Tabela musical oficial criada apenas em 2009 | - PMB: Ouro     | Discotecagem Pop Variada        |
| "Amor Maior"                                                                    | 2003 | Tabela musical oficial criada apenas em 2009 | Tabela musical oficial criada apenas em 2009 |                 | MTV ao Vivo                     |
| "Do Seu Lado"                                                                   | 2004 | Tabela musical oficial criada apenas em 2009 | Tabela musical oficial criada apenas em 2009 |                 | MTV ao Vivo                     |
| "Mais uma Vez"                                                                  | 2004 | Tabela musical oficial criada apenas em 2009 | Tabela musical oficial criada apenas em 2009 | - PMB: Diamante | MTV ao Vivo                     |
| "Além do Horizonte"                                                             | 2005 | Tabela musical oficial criada apenas em 2009 | Tabela musical oficial criada apenas em 2009 |                 | Até Onde Vai                    |
| "O Sol (É Pra Lá que Eu Vou)"                                                   | 2006 | Tabela musical oficial criada apenas em 2009 | Tabela musical oficial criada apenas em 2009 |                 | Até Onde Vai                    |
| "Palavras de Um Futuro Bom"                                                     | 2006 | Tabela musical oficial criada apenas em 2009 | Tabela musical oficial criada apenas em 2009 | - PMB: Diamante | Até Onde Vai                    |
| "Já Foi"                                                                        | 2006 | Tabela musical oficial criada apenas em 2009 | Tabela musical oficial criada apenas em 2009 |                 | Até Onde Vai                    |
| "Até Onde Vai"                                                                  | 2007 | Tabela musical oficial criada apenas em 2009 | Tabela musical oficial criada apenas em 2009 | - PMB: Diamante | Até Onde Vai                    |
| "La Plata"                                                                      | 2008 | Tabela musical oficial criada apenas em 2009 | Tabela musical oficial criada apenas em 2009 | - PMB: Platina  | La Plata                        |
| "Vem Andar Comigo"                                                              | 2008 | Tabela musical oficial criada apenas em 2009 | Tabela musical oficial criada apenas em 2009 |                 | La Plata                        |
| "Seis e Trinta"                                                                 | 2009 | Tabela musical oficial criada apenas em 2009 | Tabela musical oficial criada apenas em 2009 | - PMB: Platina  | La Plata                        |
| "Único Olhar"                                                                   | 2009 | —                                            | —                                            |                 | La Plata                        |
| "Tudo me Faz Lembrar Você"                                                      | 2010 | —                                            | —                                            |                 | La Plata                        |
| "É Preciso (A Próxima Parada)"                                                  | 2011 | 41                                           | 20                                           |                 | Quinze                          |
| "Mais Perto de Mim"                                                             | 2012 | 37                                           | 12                                           |                 | Multishow ao Vivo: Folia & Caos |
| "Tudo Está Parado"                                                              | 2012 | 39                                           | 10                                           |                 | Multishow ao Vivo: Folia & Caos |
| "Tempos Modernos"                                                               | 2012 | 21                                           | 6                                            |                 | Mega Hits                       |
| "Mandou Bem" (part. Nile Rodgers)                                               | 2013 | 32                                           | 6                                            |                 | Funky Funky Boom Boom           |
| "Waiting for You (Party On)"                                                    | 2014 | 32                                           | 10                                           |                 | Funky Funky Boom Boom           |
| "Dentro de um Abraço"                                                           | 2014 | 88                                           | —                                            |                 | Funky Funky Boom Boom           |
| "Reggae Town" (part. Natiruts)                                                  | 2014 | 67                                           | —                                            |                 | Funky Funky Boom Boom           |
| "Blecaute (Slow Funk)" (part. Anitta e Nile Rodgers)                            | 2015 | 42                                           | 1                                            |                 | Pancadélico                     |
| "Um Dia pra Não se Esquecer" (part. Projota)                                    | 2016 | 60                                           | 1                                            |                 | Pancadélico                     |
| "Daqui Só Se Leva o Amor"                                                       | 2017 | 88                                           | 5                                            |                 | Pancadélico                     |
| "Pra Quando Você se Lembrar de Mim"                                             | 2017 | 60                                           | 3                                            |                 | Jota Quest Acústico             |
| "Você Precisa de Alguém" (part. Marcelo Falcão)                                 | 2018 | 53                                           | 8                                            |                 | Jota Quest Acústico             |
| "Morrer de Amor" (solo ou part. Alexandre Carlo)                                | 2018 | 57                                           | 9                                            |                 | Jota Quest Acústico             |
| "Todas as Janelas"                                                              | 2019 | —                                            | —                                            |                 | Saideira Acústico Sessions      |
| "A Voz do Coração" (part. Rael)                                                 | 2020 | 38                                           | —                                            |                 | Não adicionado à nenhum álbum   |
| "Imprevisível"                                                                  | 2021 | 34                                           | —                                            |                 | Não adicionado à nenhum álbum   |
| "Te Ver Superar" (part. Dilsinho)                                               | 2022 | 73                                           | 2                                            |                 | Não adicionado à nenhum álbum   |
| "Numa Boa"                                                                      | 2023 | 63                                           | 1                                            |                 | De Volta ao Novo                |
| "—" denota singles que não entraram nas paradas ou não foram lançados no local. |      |                                              |                                              |                 |                                 |

### Como artista convidado
| Título                                       | Ano  | Álbum                         |
| -------------------------------------------- | ---- | ----------------------------- |
| "O Sal da Terra" (Angélica part. Jota Quest) | 1999 | Angel Hits & Amigos           |
| "Ouvindo o Som" (com vários artistas)        | 2015 | Não adicionado à nenhum álbum |

### Singlespromocionais
| Título                                                 | Ano  | Certificações  | Álbum               |
| ------------------------------------------------------ | ---- | -------------- | ------------------- |
| "35"                                                   | 1999 |                | De Volta ao Planeta |
| "So Special"                                           | 2008 | - PMB: Platina | La Plata            |
| "Paralelepípedo"                                       | 2008 | - PMB: Platina | La Plata            |
| "O Grito"                                              | 2008 | - PMB: Platina | La Plata            |
| "A Vida Não tá Fácil pra Ninguém" (part. Nile Rodgers) | 2016 |                | Pancadélico         |

## Outras aparições
| Canção                          | Ano  | Outro(s) Artista(s) | Álbum                          |
| ------------------------------- | ---- | --- | ------------------------------ |
| "I Want to Hold Your Hand"      | 1998 | — | Sony Music 3                   |
| "Oh Happy Day"                  | 1998 | — | MTV Apresenta: 5 Anos de Chaos |
| "Mangetown"                     | 1998 | — | MTV Apresenta: 5 Anos de Chaos |
| "Cartão de Natal 98"            | 1998 | Ivete Sangalo, Pato Fu, É o Tchan! e Fat Family | 14 Hits Da Pan                 |
| "Quero que Vá Tudo pro Inferno" | 1999 | DJ Memê | Memê e Eles                    |
| "Jesus Verbo Não Substantivo"   | 2000 | Ivete Sangalo, Claudinho & Buchecha, KLB, Maurício Manieri, Rodrigo Faro, Daniel, Zezé Di Camargo & Luciano, Chitãozinho & Xororó, Alexandre Pires e Padre Marcelo Rossi | Jesus Verbo Não Substantivo    |
| "O Sal da Terra"                | 2000 | Angélica | Angel Hits & Amigos            |
| "I Want to Hold Your Hand"      | 2001 | — | O Submarino Verde e Amarelo 2  |
| "Hey Jude"                      | 2001 | Ana Carolina, Roupa Nova, Nando Reis, Ivan Lins, Lobão, Arnaldo Antunes, Paulinho Moska, Rosa Marya Colin, Branco Mello, Toni Platão, Jane Duboc e Zé Renato             | O Submarino Verde e Amarelo 2  |
| "Um Raio Laser"                 | 2001 | — | Porto dos Milagres             |
| "Pedrinho"                      | 2001 | — | Sítio do Pica-pau Amarelo      |
| "O Sal da Terra"                | 2002 | Beto Guedes | 50 Anos: Ao Vivo               |
| "Tema do Homem-Aranha"          | 2004 | — | Homem-Aranha 2                 |
| "Além do Horizonte"             | 2006 | Roberto Carlos | Roberto Carlos: Duetos         |
| "Coração"                       | 2011 | — | Morde & Assopra                |
| "Get Back"                      | 2012 | — | Cool Covers                    |
| "Mais uma Vez"                  | 2013 | Maria Gadú | Nós'                           |
| "My Promise (Incondicional)"    | 2013 | Earth, Wind & Fire | Now, Then & Forever'           |
| "Entre Sem Bater"               | 2014 | — | Alto Astral                    |
| "Décadence Avec Élégance"       | 2015 | — | Rock in Rio 30 Anos            |
| "Caleidoscópio"                 | 2015 | — | Rock in Rio 30 Anos            |